# Burg Mirów

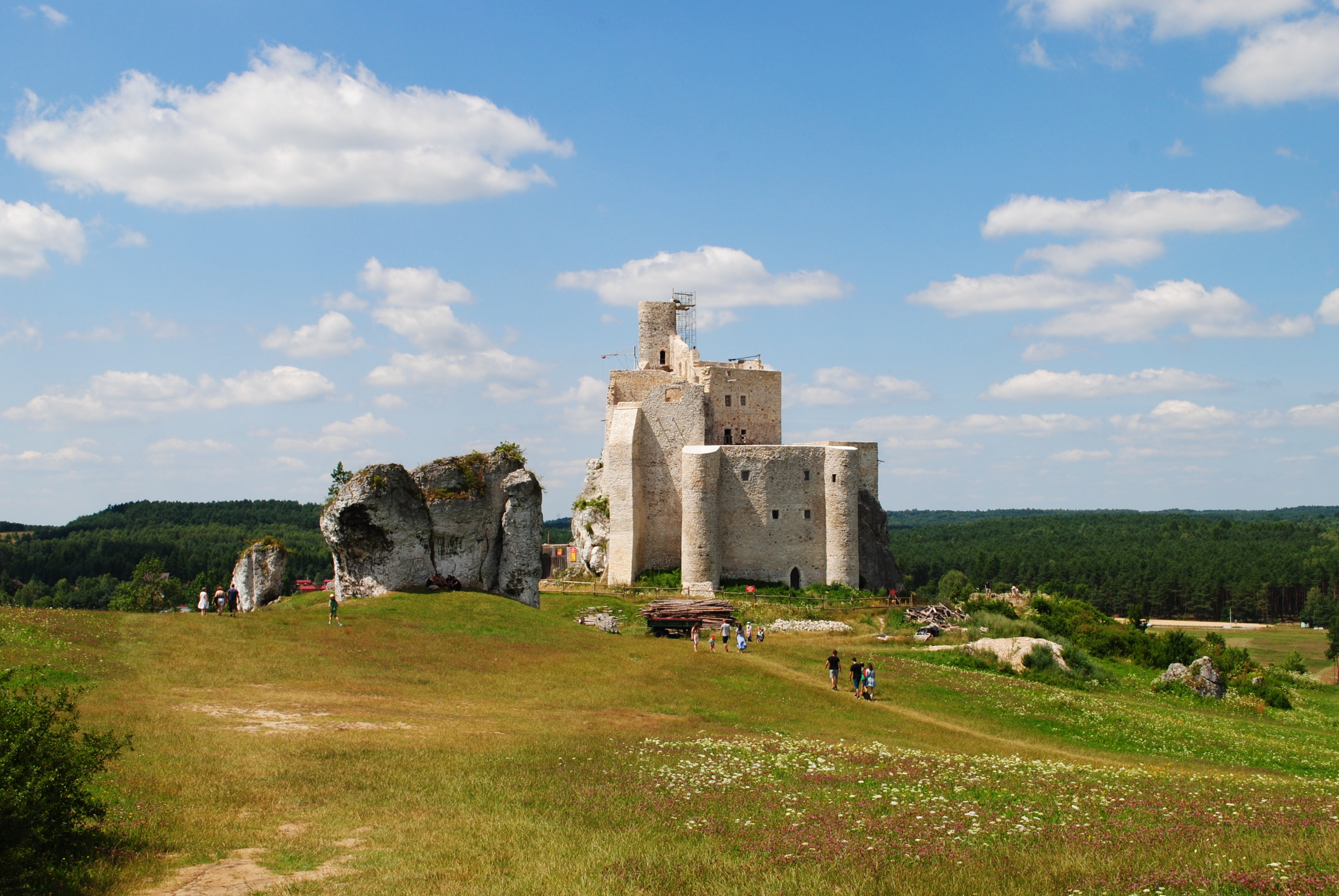
Restaurierungsarbeiten 2022

Die Burg Mirów (polnisch: Zamek w Mirowie) ist eine Burgruine in Mirów unweit von Niegowa im Gebirgszug des Krakau-Tschenstochauer Juras. Die Burg gehört zu den Adlerhorst-Burgen, die im 14. Jahrhundert die Grenze zwischen dem Königreich Polen und dem Heiligen Römischen Reich sicherte. Sie liegt heute in der Woiwodschaft Schlesien, gehört jedoch historisch zu Kleinpolen.

## Geschichte
Die Burg wurde als Königsburg von König Kasimir dem Großen um die Mitte des 14. Jahrhunderts errichtet. Möglicherweise befand sich bereits vorher eine Wehranlage an dieser Stelle. Die Burg wurde ursprünglich von der nahegelegenen Burg Bobolice verwaltet. 1378 gab König Ludwig der Große die Burg Ladislaus von Oppeln als Lehen, wurde jedoch bereits 1396 von König Ladislaus Jagiełło zurückverlangt und wieder zur Königsburg gemacht. Ende des 15. Jahrhunderts kam die Burg an die Myszkowski, die sie im Stil der Renaissance ausbauten. Später gehörte die den Męciński. Während der Schwedischen Sintflut wurde die Burg von den Schweden stark beschädigt und schließlich 1787 verlassen. Im 19. Jahrhundert wurde die Burg von den Anwohnern als Steinbruch genutzt. 1934 stürzte der südliche Teil der Burg ein. Derzeit wird an einer Rekonstruierung der Burg gearbeitet. In der Burg fanden Dreharbeiten zu einigen Filmen statt.